# Campionati europei giovanili di nuoto 2008
I XXXV Campionati europei giovanili di nuoto e tuffi si sono disputati tra il 25 luglio e il 3 agosto 2008 nelle sedi di Belgrado per il nuoto e di Minsk per i tuffi.
Hanno partecipato alla manifestazione le federazioni iscritte alla LEN; questi i criteri di ammissione:
- le nuotatrici di 15 e 16 anni (1993 e 1992), i nuotatori di 17 e 18 (1991 e 1990)
- le tuffatrici e i tuffatori di 16, 17 e 18 anni (1992, 1991 e 1990) per la categoria "A"; Le ragazze e i ragazzi di 14 e 15 anni (1994 e 1993) per la categoria "B".

## Podi
REJ = record europeo juniores

### Uomini
| Evento               | Oro                                                                             | Tempo       | Argento                                                                 | Tempo    | Bronzo                                                                      | Tempo    |
| Stile libero         |                                                                                 |             |                                                                         |          |                                                                             |          |
| 50 m                 | Luca Dotto                                                                      | 22"36       | Oleg Tikhobaev                                                          | 22"47    | Razvan Caciuc Vlad                                                          | 22"56    |
| 100 m                | Oleg Tikhobaev                                                                  | 50"03       | Marcin Tarczynski                                                       | 50"11    | Marco Orsi                                                                  | 50"16    |
| 200 m                | Robert Bale                                                                     | 1'48"96     | Artem Lobuzov                                                           | 1'49"29  | Alex Di Giorgio                                                             | 1'49"33  |
| 400 m                | Pál Joensen                                                                     | 3'51"44     | Alex Di Giorgio                                                         | 3'51"55  | Xavier Mohammed                                                             | 3'54"21  |
| 800 m                | Pál Joensen                                                                     | 7'56"90     | Raoul Shaw                                                              | 8'02"07  | Pavel Medvetskiy                                                            | 8'04"56  |
| 1500 m               | Pál Joensen                                                                     | 15'18"37    | Krzysztof Pielowski                                                     | 15'24"63 | Raoul Shaw                                                                  | 15'25"02 |
| Dorso                |                                                                                 |             |                                                                         |          |                                                                             |          |
| 50 m                 | Artem Dubovskoy                                                                 | 26"25       | Stefano Mauro Pizzamiglio                                               | 26"34    | Vitaly Melnikov                                                             | 26"36    |
| 100 m                | Christopher Walker-Hebborn                                                      | 55"44       | Artem Dubovskoy                                                         | 55"59    | Vitaly Borisov                                                              | 56"07    |
| 200 m                | Christopher Walker-Hebborn                                                      | 1'59"61     | Gabor Balog                                                             | 2'01"01  | Eric Ress                                                                   | 2'01"43  |
| Rana                 |                                                                                 |             |                                                                         |          |                                                                             |          |
| 50 m                 | Niccolò Ossola                                                                  | 28"26       | Caba Siladji                                                            | 28"28    | Marco Koch                                                                  | 28"32    |
| 100 m                | Caba Siladji                                                                    | 1'01"91     | Marco Koch                                                              | 1'01"98  | Daniel Sliwinski                                                            | 1'02"45  |
| 200 m                | Marco Koch                                                                      | 2'12"25     | Artem Babikhin                                                          | 2'14"89  | Maksim Shcherbakov                                                          | 2'15"36  |
| Farfalla             |                                                                                 |             |                                                                         |          |                                                                             |          |
| 50 m                 | Ivan Lenđer                                                                     | 24"17       | James Doolan                                                            | 24"58    | Göksu Bicer                                                                 | 24"63    |
| 100 m                | Ivan Lenđer                                                                     | 52"53       | James Doolan                                                            | 53"16    | Alex Villaecija Garcia                                                      | 54"28    |
| 200 m                | Federico Bussolin                                                               | 1'59"29     | Roberto Pavoni                                                          | 1'59"94  | Jan Sefl                                                                    | 1'59"96  |
| Misti                |                                                                                 |             |                                                                         |          |                                                                             |          |
| 200 m                | Xavier Mohammed                                                                 | 2'00"73 REJ | Jan David Schepers                                                      | 2'03"22  | Roberto Pavoni                                                              | 2'04"03  |
| 400 m                | Roberto Pavoni                                                                  | 4'19"95     | Xavier Mohammed                                                         | 4'20"74  | Jan David Schepers                                                          | 4'22"87  |
| Staffette            |                                                                                 |             |                                                                         |          |                                                                             |          |
| 4x100 m stile libero | GermaniaLucien Hassdenteufel Joel Ax Jan David Schepers Dimitri Colupaev        | 3'9"26 REJ  | ItaliaLuca Dotto Francesco Donin Luca Leonardi Marco Orsi               | 3'20"00  | RussiaOleg Tikhobaev Artem Lobuzov Aleksandr Shumaylov Vladimir Bryukhov    | 3'20"84  |
| 4x200 m stile libero | Regno UnitoRobert Bale Thomas Parris Ryan Bennett Christopher Walker-Hebborn    | 7'19"98     | ItaliaFabio Donanzan Filippo Barbacini Niccolò Maschi Alex Di Giorgio   | 7'22"72  | RussiaEvgeniy Ayzetullov Pavel Medvetskiy Dimitry Bokankhel Artem Lobuzov   | 7'23"78  |
| 4x100 m misti        | Regno UnitoChristopher Walker-Hebborn James Doolan Daniel Sliwinski Robert Bale | 3'39"75     | RussiaArtem Dubovskoy Kirill Chibisov Maksim Shcherbakov Oleg Tikhobaev | 3'41"16  | ItaliaStefano Mauro Pizzamiglio Federico Bussolin Andrea Toniato Marco Orsi | 3'43"10  |

### Donne
| Evento               | Oro                                                                     | Tempo       | Argento                                                                           | Tempo    | Bronzo                                                                       | Tempo    |
| Stile libero         |                                                                         |             |                                                                                   |          |                                                                              |          |
| 50 m                 | Jolien Sysmans                                                          | 25"40       | Elodie Schmitt                                                                    | 25"47    | Kristel Vourna                                                               | 25"94    |
| 100 m                | Jolien Sysmans                                                          | 56"00       | Silvia Di Pietro                                                                  | 56"17    | Viktoria Andreeva                                                            | 56"20    |
| 200 m                | Patricia Castro Ortega                                                  | 2'00"45     | Sharon van Rouwendaal                                                             | 2'01"30  | Camille Radou                                                                | 2'01"74  |
| 400 m                | Anne Bochmann                                                           | 4'12"51     | Sharon van Rouwendaal                                                             | 4'12"53  | Margaux Fabre                                                                | 1'12"60  |
| 800 m                | Nika Karlina Petrič                                                     | 8'36"92     | Sharon van Rouwendaal                                                             | 8'39"00  | Melanie Radicke                                                              | 8'45"80  |
| 1500 m               | Sharon van Rouwendaal                                                   | 16'36"44    | Margaux Fabre                                                                     | 16'43"79 | Neja Škufca                                                                  | 16'46"99 |
| Dorso                |                                                                         |             |                                                                                   |          |                                                                              |          |
| 50 m                 | Eva Dobar                                                               | 29"42       | Klaudia Nazieblo                                                                  | 29"62    | Kseniya Grygorenko                                                           | 29"63    |
| 100 m                | Alicja Tchórz                                                           | 1'02"98     | Pernille Larsen                                                                   | 1'03"29  | Kseniya Grygorenko                                                           | 1'03"38  |
| 200 m                | Kseniya Grygorenko                                                      | 2'13"32     | Valentina Lucconi                                                                 | 2'14"16  | Klaudia Nazieblo                                                             | 2'14"83  |
| Rana                 |                                                                         |             |                                                                                   |          |                                                                              |          |
| 50 m                 | Ekaterina Baklakova                                                     | 32"34       | Paulina Zachoszcz                                                                 | 32"83    | Vitalina Simonova                                                            | 32"85    |
| 100 m                | Ekaterina Baklakova                                                     | 1'09"65     | Paulina Zachoszcz                                                                 | 1'10"83  | Yuliya Banach                                                                | 1'10"90  |
| 200 m                | Ekaterina Baklakova                                                     | 2'28"42     | Vitalina Simonova                                                                 | 2'29"63  | Paulina Zachoszcz                                                            | 2'31"22  |
| Farfalla             |                                                                         |             |                                                                                   |          |                                                                              |          |
| 50 m                 | Beatrix Bordas                                                          | 26"43 REJ   | Silvia Di Pietro                                                                  | 26"83    | Lena Kalla                                                                   | 26"86    |
| 100 m                | Silvia Di Pietro                                                        | 59"28       | Lena Kalla                                                                        | 1'00"28  | Beatrix Bordas                                                               | 1'00"77  |
| 200 m                | Mirela Olczak                                                           | 2'11"50     | Silvia Meschiari                                                                  | 2'12"65  | Alicja Tchórz                                                                | 2'13"28  |
| Misti                |                                                                         |             |                                                                                   |          |                                                                              |          |
| 200 m                | Viktoriya Andreeva                                                      | 2'16"09     | Sophie Allen                                                                      | 2'16"40  | Alexandra Musienko                                                           | 2'17"24  |
| 400 m                | Anne Bochmann                                                           | 4'46"58     | Alexandra Musienko                                                                | 4'48"30  | Nika Karlina Petrič                                                          | 4'49"04  |
| Staffette            |                                                                         |             |                                                                                   |          |                                                                              |          |
| 4x100 m stile libero | FranciaCamille Radou Margaux Fabre Marie Sophie Castelle Elodie Schmitt | 3'45"75     | GermaniaFranziska Jansen Lena Kalla Rebecca Ottke Melanie Radicke                 | 3'47"60  | RussiaAnna Martynova Ksenia Lavrentyeva Vitalina Simonova Viktoriya Andreeva | 3'49"02  |
| 4x200 m stile libero | Regno UnitoRebecca Turner Lucy Worrall Alexandra Hooper Anne Bochmann   | 8'08"82 REJ | FranciaMarie Sophie Castelle Adeline Martin Margaux Fabre Camille Radou           | 8'12"15  | GermaniaTheresa Michalak Katherina David Melanie Radicke Franziska Jansen    | 8'16"05  |
| 4x100 m misti        | PoloniaAlicja Tchórz Mirela Olczak Paulina Zachoszcz Katarzyna Wilk     | 4'10"96     | GreciaAspasia Petradaki Panagiota Tsialta Maria Georgia Michalaka Theodora Drakou | 4'12"40  | RussiaMaria Khan Elena Shamaeva Ekaterina Baklakova Viktoriya Andreeva       | 4'12"71  |

### Tuffi
| Evento                         | Oro                                     | Punti  | Argento                           | Punti  | Bronzo                               | Punti  |
| Uomini - categoria "A"         |                                         |        |                                   |        |                                      |        |
| trampolino 1 m                 | Il'ja Zacharov                          | 506,75 | Johannes Donay                    | 504,50 | Andrzej Rzeszutek                    | 504,20 |
| trampolino 3 m                 | Dmytro Mezhenskyi                       | 606,75 | Evgenij Kuznecov                  | 603,60 | Stefanos Paparounas                  | 587,25 |
| piattaforma                    | Il'ja Zacharov                          | 575,05 | Johannes Donay                    | 558,85 | Roman Izmajlov                       | 536,05 |
| sincro 3 m categorie "A" e "B" | Dmytro Mezhenskyi Oleksandr Horškovozov | 321,30 | Il'ja Zacharov Igor Koryakin      | 321,06 | Stefanos Paparounas Michail Fafalis  | 288,66 |
| Ragazzi - categoria "B"        |                                         |        |                                   |        |                                      |        |
| trampolino 1 m                 | Andrey Pavluk                           | 417,65 | Christopher Mears                 | 403,45 | Sergei Zhdanov                       | 402,70 |
| trampolino 3 m                 | Oleg Kolodziy                           | 434,20 | Sergei Zhdanov                    | 423,30 | Christopher Mears                    | 414,35 |
| piattaforma                    | James Milton                            | 412,05 | Aleksandr Bondar                  | 409,75 | Christopher Mears                    | 408,40 |
| Donne - categoria "A"          |                                         |        |                                   |        |                                      |        |
| trampolino 1 m                 | Natalia Zamyayina                       | 403,45 | Maria Smirnova                    | 401,80 | Ksenia Kondrashenkova                | 384,60 |
| trampolino 3 m                 | Svetlana Filippova                      | 492,00 | Maria Smirnova                    | 455,30 | Ksenia Kondrashenkova                | 428,45 |
| piattaforma                    | Olga Vintonyak                          | 427,45 | Aleksandra Yasukevich             | 421,65 | Frederike Michel                     | 402,90 |
| sincro 3 m categorie "A" e "B" | Anna Pysmenska Evgenyia Ponomaernko     | 285,90 | Maria Smirnova Svetlana Filippova | 279,42 | Maria Papadimitraki Michalia Kekelou | 248,34 |
| Ragazze - categoria "B"        |                                         |        |                                   |        |                                      |        |
| trampolino 1 m                 | Fanny Bouvet                            | 318,40 | Viktorya Potekhina                | 318,35 | Swenja Roderburg                     | 310,35 |
| trampolino 3 m                 | Elina Ridel                             | 381,50 | Kristina Il'inikh                 | 377,90 | Alina Chaplenko                      | 354,85 |
| piattaforma                    | Alina Chaplenko                         | 352,90 | Megan Sylvester                   | 344,45 | Viktorya Potekhina                   | 338,40 |

## Medagliere
- Nuoto

| Posizione | Paese         | Oro | Argento | Bronzo | Totale |
| --------- | ------------- | --- | ------- | ------ | ------ |
| 1         | Gran Bretagna | 10  | 5       | 3      | 18     |
| 2         | Russia        | 6   | 7       | 11     | 24     |
| 3         | Italia        | 4   | 8       | 3      | 15     |
| 4         | Polonia       | 3   | 5       | 3      | 11     |
| 5         | Serbia        | 3   | 1       | 0      | 4      |
| 6         | Fær Øer       | 3   | 0       | 0      | 3      |
| 7         | Germania      | 2   | 4       | 5      | 11     |
| 8         | Ungheria      | 2   | 1       | 1      | 4      |
| 9         | Belgio        | 2   | 0       | 0      | 2      |
| 10        | Francia       | 1   | 4       | 4      | 9      |
| 11        | Paesi Bassi   | 1   | 3       | 0      | 4      |
| 12=       | Ucraina       | 1   | 0       | 2      | 3      |
| 12=       | Slovenia      | 1   | 0       | 2      | 3      |
| 14        | Spagna        | 1   | 0       | 1      | 2      |
| 15        | Grecia        | 0   | 1       | 1      | 2      |
| 16        | Danimarca     | 0   | 1       | 0      | 1      |
| 17=       | Romania       | 0   | 0       | 1      | 1      |
| 17=       | Turchia       | 0   | 0       | 1      | 1      |
| 17=       | Rep. Ceca     | 0   | 0       | 1      | 1      |
| 17=       | Israele       | 0   | 0       | 1      | 1      |
| totale    |               | 40  | 40      | 40     | 120    |

- Tuffi

| Posizione | Paese         | Oro | Argento | Bronzo | Totale |
| --------- | ------------- | --- | ------- | ------ | ------ |
| 1         | Russia        | 6   | 7       | 2      | 15     |
| 2         | Ucraina       | 5   | 2       | 2      | 9      |
| 3         | Gran Bretagna | 1   | 2       | 2      | 5      |
| 4         | Bielorussia   | 1   | 1       | 2      | 4      |
| 5         | Francia       | 1   | 0       | 0      | 1      |
| 6         | Germania      | 0   | 2       | 2      | 4      |
| 7         | Grecia        | 0   | 0       | 3      | 3      |
| 8         | Polonia       | 0   | 0       | 1      | 1      |
| totale    |               | 14  | 14      | 14     | 42     |